# أغوستين سواريز
أغوستين سواريز (بالإسبانية: Agustín Suárez)‏ هو لاعب كرة قدم أرجنتيني في مركز الدفاع، ولد في 1 مايو 1997 في الأرجنتين. لعب مع نادي أتليتكو للبنين ‏.

## وصلات خارجية
- أغوستين سواريز على موقع قاعدة بيانات كرة القدم.إي يو (الإنجليزية)
- أغوستين سواريز على موقع Soccerway.com (الإنجليزية)